# Ni tan alt ni tan difícil
Ni tan alt ni tan difícil és un llibre escrit per Araceli Segarra, publicat l'octubre de 2013. Editat per La Galera, narra en primera persona les vivències de l'escaladora lleidatana en la pràctica de l'alpinisme. Hi destaca el capítol del seu ascens a l'Everest el maig de 1996, convertint-se en la primera dona l'Estat en coronar el cim, i la posterior operació de rescat de l'accident ocorregut dies abans que va produir la mort de vuit alpinistes.
Prologat per Andreu Buenafuente, el llibre ha venut més 30.000 exemplars i s'ha traduït al castellà i a l'italià. El 2014 va rebre el Premi Dona i Esport en la categoria de mitjà de comunicació.